# René Bom

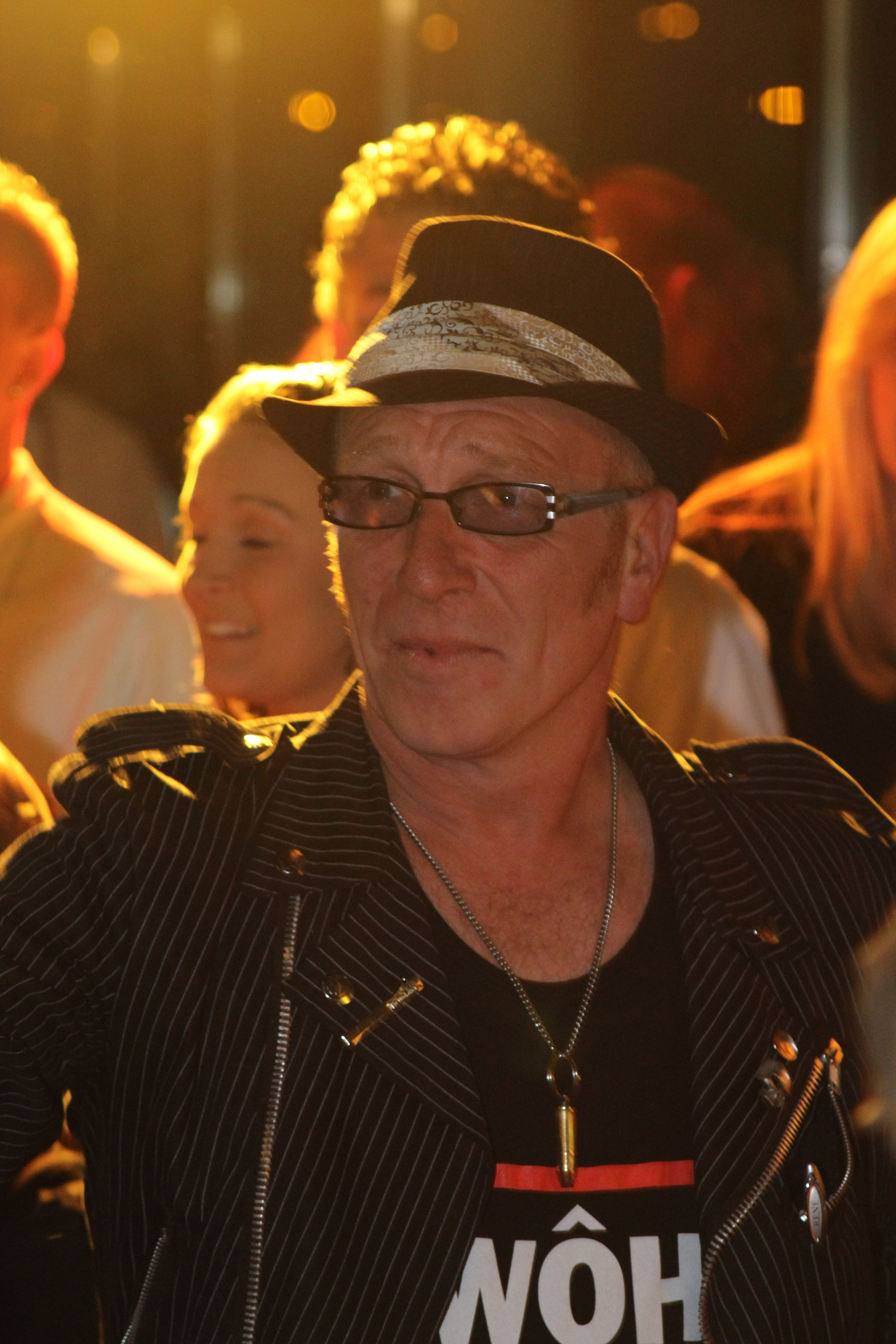
René Bom

René Bom (Den Haag, 27 september 1958 – aldaar, 23 november 2024) was een Haagse muziekmanager die vooral bekend werd als presentator van Parkpop en nachtburgemeester van Den Haag.
Bom werd al op jonge leeftijd actief in de muziekwereld. Hij werkte eerst als bodyguard van Vanessa, Lee Towers en de Guys 'n' Dolls. Jarenlang was hij het gezicht van het gratis muziekfestival Parkpop in Den Haag, dat hij ook presenteerde. Het leverde hem de bijnaam 'Mr. Parkpop' op.
Bom overleed op 66-jarige leeftijd aan de longziekte COPD.